# Camissecla camissa
Camissecla camissa is een vlinder uit de familie van de Lycaenidae. De wetenschappelijke naam van de soort werd als Thecla camissa in 1870 gepubliceerd door William Chapman Hewitson.